# Esős vasárnap (film, 1962)
Az Esős vasárnap 1962-ben bemutatott magyar romantikus filmdráma Keleti Márton rendezésében, Polónyi Gyöngyi, Tordai Teri, Halász Judit és Mécs Károly főszereplésével. A filmben felhangzó dalok Fényes Szabolcs szerzeményei; egy részük komoly slágerkarriert futott be, néhány közülük bekerült a kort kissé parodisztikusan megjelenítő 1997-es vígjáték, a Csinibaba betétdalai közé is.

## Cselekmény
Új pedagógus érkezik a gimnáziumba, a fiatal és jó svádájú Pali személyében. A fejlemény felbolydítja az egész iskolát, mert a sármos tanár úr szinte minden lány érdeklődését felkelti. A kevés kivétel egyike az éltanuló Balázs Ági, aki iránt viszont Pali kezd olthatatlan vágyódást érezni. A lányt megijeszti a férfi rámenőssége és elmenekül; Pali ezután az iskola bombázójánál, Olgánál keres és talál vigasztalást, bár továbbra is Ágiba szerelmes. Végül aztán alkalmat talál rá, hogy bocsánatot kérjen a lánytól és bevallja félrelépését.

## Közreműködők

### Szereplők
- Polónyi Gyöngyi – Balázs Ági
- Tordai Teri – Bakonyi Olga
- Halász Judit – Korompai Ica
- Mécs Károly – Kaszás Pali
- Páger Antal – Ági apja
- Béres Ilona – Hegedűs Erzsi
- Komlós Juci – Ági anyja
- Kálmán György – fényképész
- Bodrogi Gyula – Várday
- Földi Teri – Várdayné
- Tábori Nóra – Bakonyiné
- Mendelényi Vilmos – technikus
- Magda Gabi –
- Péva Ibolya –
- Kelemen Éva – Erzsi anyja
- Gobbi Hilda –
- Orsolya Erzsi –
- Apor Noémi – osztályfőnök
- Tábori Nóra – Bakonyiné
- Szendrő József – műhelyfőnök
- Györffy György – Erzsi apja
- Ifj. Ujlaky László –
- Horváth Győző – önmaga (műsorvezető)
- Bárány Péter –
- Hacki Tamás – önmaga (füttyművész előadó)

### Alkotók
- Rendező: Keleti Márton
- Forgatókönyvíró: Pongrácz Zsuzsa
- Zeneszerző: Fényes Szabolcs
- Operatőr: Vagyóczky Tibor
- Vágó: Boronkay Sándor
- Dramaturg: Bacsó Péter, Szász Péter

## A filmben elhangzó zeneművek
- Fényes Szabolcs – Bacsó Péter: Esős vasárnap délután (Mikes Éva)
- Fényes Szabolcs – Szász Péter: Fogj egy sétapálcát (Németh Lehel)
- Ullmann Ottó – S. Nagy István: Gézengúz (Koncz Zsuzsa, Gergely Ági)
- Nádas Gábor: Madárkeringő (Hacki Tamás)

## Kritikák, ismertetések a filmről
- Vajda Boróka: „Nem érti más, szelíd varázs” – Keleti Márton: Esős vasárnap #41 Nfi.hu, 2021. október 1.; hozzáférés: 2025. április 13.